# Lon Nol
Lon Nol (Kampong Leav, 13 november 1913 - Fullerton, 17 november 1985) was een Cambodjaans politicus en militair.

## Levensloop
Lon Nol volgde een opleiding aan de Militaire Academie. In 1952 werd hij gouverneur van de provincie Battambang en daarna werd hij bevelhebber van een legergroep en chef van de politie (1955-1959). Lon Nol werd in 1959 Cambodjaans minister van Defensie voor de Sangkumpartij. In 1963 werd hij vicepremier en was daarna gedurende een jaar minister-president (1966-1967).
Na de parlementsverkiezingen van 1969 werd generaal Lon Nol nogmaals minister-president. Hij keerde zich spoedig tegen de koning Norodom Sihanouk. Op 18 maart 1970 pleegde hij een staatsgreep en in oktober 1970 zette hij de koning af en riep de Republiek Cambodja uit. Lon Nol was enige tijd regeringsleider, maar moest om gezondheidsredenen in februari 1971 aftreden. Hij werd getroffen door een beroerte en verbleef twee maanden in een Amerikaans ziekenhuis voor hij naar zijn land kon terugkeren. In mei van dat jaar werd hij opnieuw president van een regering van 'Nationale eenheid'. Als premier voerde Lon Nol een sterk op de Verenigde Staten gericht beleid. Het gevolg was dat Cambodja nu steeds meer bij de oorlog in Vietnam betrokken raakte, doordat de Vietcong en het Noord-Vietnamese leger de Rode Khmer op grote schaal begonnen te steunen. Op 14 maart 1972 werd Lon Nol president en maarschalk. Hij kreeg af te rekenen met stakingen, protesten, moordaanslagen en onvrede in het leger met massale deserties tot gevolg.
Door de oprukkende Rode Khmer reikte de macht van Lon Nol op den duur niet verder dan de hoofdstad Phnom Penh en omgeving. Op 1 april 1975 verliet Lon Nol Cambodja. Twee weken later werd Phnom Penh door de Rode Khmer veroverd.
Na zijn vertrek uit Cambodja vestigde Lon Nol zich eerst in Hawaï en later in Californië, waar hij vier dagen na zijn 72e verjaardag overleed.

## Uitspraak
- "Wij willen socialisme bereiken door middel van nationalisme, republikeinse democratie en volkswelzijn (willen we bereiken), niet door middel van een barbaarse klassenstrijd. Wij willen de geest van vrijheid, gelijkheid en broederschap van Europa doen fuseren met de eigen invloeden van het boeddhisme." - L. Nol: Néo-Khmerisme (1972), p. 196[3]

- Gemeinsame Normdatei: 13554730X
- International Standard Name Identifier: 0000 0000 1994 0722
- Library of Congress Control Number: n90720119
- National Archives and Records Administration: 10572313
- Nationale Bibliotheek van Polen: a0000002880001
- SNAC: w64p52cm
- Système universitaire de documentation: 080127290
- Virtual International Authority File: 72612642
- WorldCat: E39PBJhXfbqMY4x8tv6yprkv73